# I Can't Get Enough
«I Can't Get Enough» es una canción del cantante estadounidense Benny Blanco, el productor puertorriqueño Tainy, la cantante estadounidense Selena Gomez y el cantante colombiano J Balvin. Fue lanzada el 28 de febrero de 2019 a través de Interscope Records. La canción fue enviada a las radios el 12 de marzo de 2019.

## Antecedentes
La colaboración fue anunciada en el Instagram de Gomez, después publicó fotos de ella junto a Blanco donde parecían estar en un set de grabación de un video musical. Más tarde la misma reveló el título de la canción.
En una entrevista con Entertainment Weekly, Balvin dijo que Gomez canta en inglés en la canción y él canta en español, además dijo que adora trabajar con ella, llamándola "humilde" e "increíble". En otra entrevista, Balvin dijo que había invitado a Tainy a participar en la colaboración y que él piensa que el tema se convertirá en un "hit mundial". Más tarde fue publicada la portada de la canción y la fecha de lanzamiento para el 28 de febrero de 2019.
Días más tarde una emisora estadounidense trasmitió por error la versión en spanglish del tema, donde Gomez intercala notas en ambos idiomas. Esta versión fue incluida en la edición para fan del primer álbum en español de Gómez: Revelación.

## Video musical
El 12 de marzo de 2019, fue publicado el video musical de la canción en el canal oficial de Blanco en YouTube.

## Posicionamiento en listas
| Lista (2019)                                | Mejor posición |
| ------------------------------------------- | -------------- |
| Australia (ARIA)                            | 43             |
| Austria (Ö3 Austria Top 40)                 | 38             |
| Bélgica (Flandes) (Ultratop 50)             | 39             |
| Bélgica (Valonia) (Ultratip Bubbling Under) | 9              |
| Canadá (Canadian Hot 100)                   | 33             |
| Colombia (National-Report)                  | 29             |
| Francia (SNEP)                              | 114            |
| Alemania (Media Control AG)                 | 53             |
| Irlanda (IRMA)                              | 20             |
| Italia (FIMI)                               | 53             |
| Países Bajos (Mega Single Top 100)          | 86             |
| Nueva Zelanda Hot Singles (RMNZ)            | 4              |
| Singapur (RIAS)                             | 21             |
| España (PROMUSICAE)                         | 41             |
| Suecia (Sverigetopplistan)                  | 53             |
| Suiza (Schweizer Hitparade)                 | 28             |
| Reino Unido (UK Singles Chart)              | 42             |
| Estados Unidos (Billboard Hot 100)          | 66             |
| Estados Unidos (Mainstream Top 40)          | 32             |
| Venezuela (National-Report)                 | 53             |

## Historial de lanzamiento
| Región | Fecha                 | Formato                    | Discográfica       | Ref.  |
| ------ | --------------------- | -------------------------- | ------------------ | ----- |
| Varios | 28 de febrero de 2019 | Descarga digital Streaming | Interscope Records | [ 6 ] |